# Stemma di Genova
Lo stemma del Comune di Genova è il simbolo araldico del capoluogo ligure. Ha subìto nel tempo diverse modifiche e, nella versione attuale, alla sua base vi è un rostro bronzeo di nave romana, a testa di cinghiale che sostituisce l'originaria raffigurazione del Giano bifronte, simbolo delle origini della città.

## Storia
La storia dello stemma di Genova è lunga e, per certi versi, assai tormentata, e riflette, per buona parte (almeno fino ai primi decenni dell'Ottocento) le vicende secolari della Repubblica di Genova.

Stemma durante il primo Impero francese

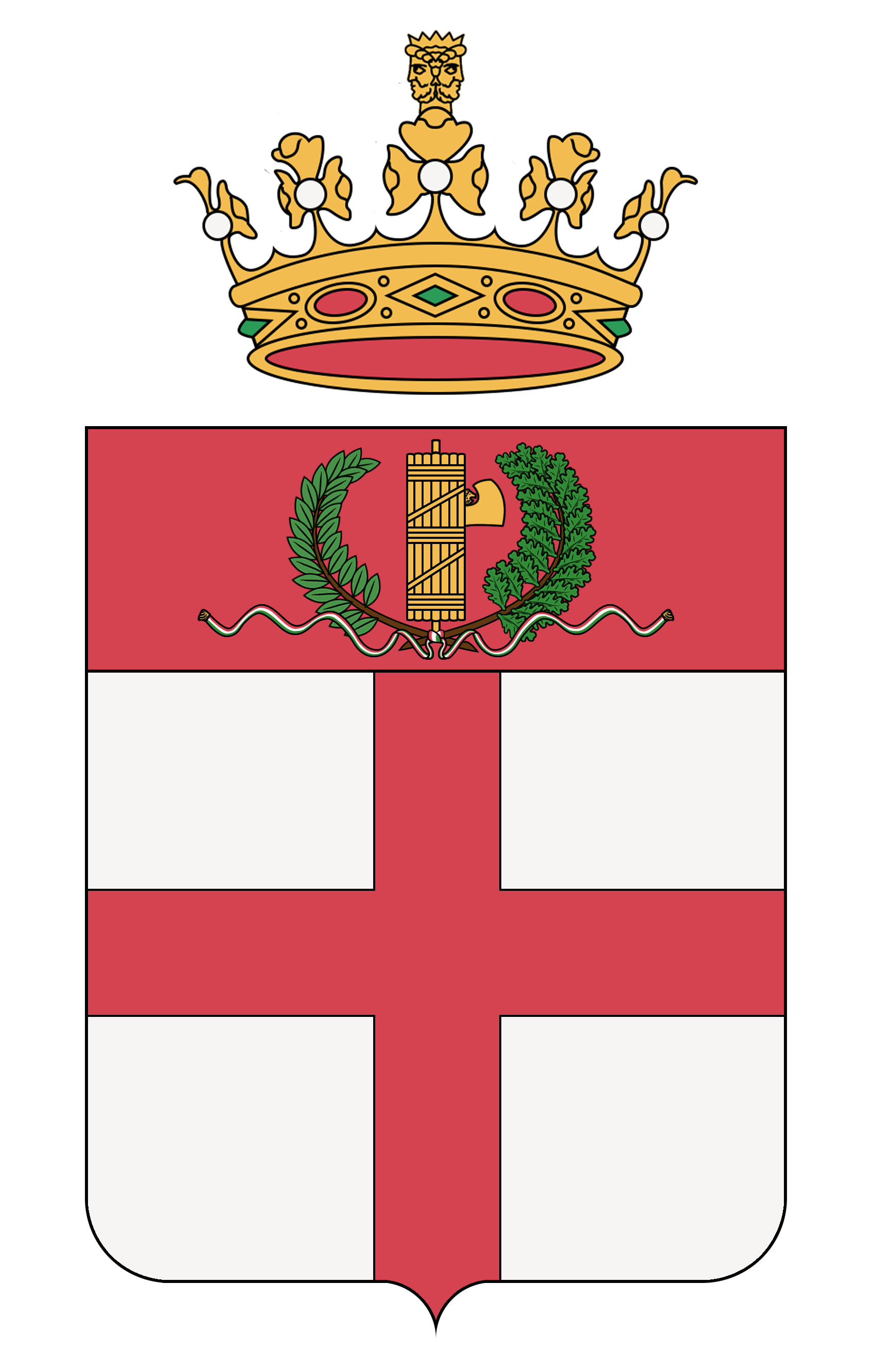
Stemma durante il periodo fascista

L'imperatore Napoleone Bonaparte, con lettere patenti del 6 giugno 1811, concesse alla città un nuovo stemma che manteneva il vecchio aggiungendo gli ornamenti propri dell'araldica napoleonica tra cui un capo araldico di rosso a tre api d'oro poste in fascia e una corona muraria a sette merli e togliendo i due tenenti; il nuovo capo indicava il rango di bonne ville attribuito dall'imperatore alla città.
Nel 1816, dopo che il territorio della Repubblica di Genova (restaurata per un breve periodo nel 1815) venne annesso, sulla base del Congresso di Vienna del 1814-1815, a quello del Regno di Sardegna, Genova poté tuttavia continuare ad effigiarsi del suo stemma, sia pure con i grifoni riportanti le punte della coda abbassate tra le zampe, in segno - per volere dello stesso re Vittorio Emanuele I di Savoia - di assenza di indipendenza e di sottomissione al nuovo regno.
Questa almeno fu la risposta alla richiesta del Consiglio generale del Corpo cittadino.
Nel 1897, con una instanza della Giunta Municipale, accolta dal re Umberto I di Savoia la coda dei due grifoni poté uscire dalle zampe, pur rimanendo bassa.
Nel periodo fascista, lo stemma, in linea con i decreti dell'epoca, fu sormontato dal capo littorio.
È alla fine degli anni novanta, che la coda dei due grifoni ha potuto rialzarsi, in una prospettiva strettamente grafica ma con un indubbio valore simbolico che ha restituito, anche sul piano dell'immagine, nuovo orgoglio alla città.
L'attuale stemma è quello deliberato dal Comune di Genova, il 20 luglio 2000.

## Simbologia dello stemma
Gli elementi che costituiscono lo stemma cittadino — come ricorda Il Comune di Genova e il suo marchio, pubblicato dal Comune — sono molteplici e rivestono differenti valori simbolici che qui possono essere così riassunti.

### Giano bifronte e lo scudo crociato
Prima di tutto la figura del Giano bifronte, che appare per la prima volta sulla base dello stemma nel XVIII secolo, richiama direttamente alla leggenda della fondazione di Ianua, la città di Genova.
Poi lo scudo crociato, che riporta al culto di san Giorgio, la cui venerazione risale all'anno 1099, quando il santo, in occasione della prima crociata, venne dichiarato protettore e gonfaloniere di Genova. La città ligure condivide con l'Inghilterra la croce di San Giorgio, cioè la croce rossa in campo bianco, poiché inizialmente affittò ed in seguito vendette l'uso della croce rossa templare su fondo bianco all'Inghilterra.
L'iconografia classica rappresenta san Giorgio a cavallo, armato di asta e scudo crociato, nell'atto di trafiggere il drago. La croce rossa in campo bianco, adottata anch'essa come insegna al tempo delle crociate, ha lo scopo di ricordare la passione di Cristo e simboleggiare contestualmente i valori della Vittoria e della Liberazione.

### La corona ducale e i grifoni

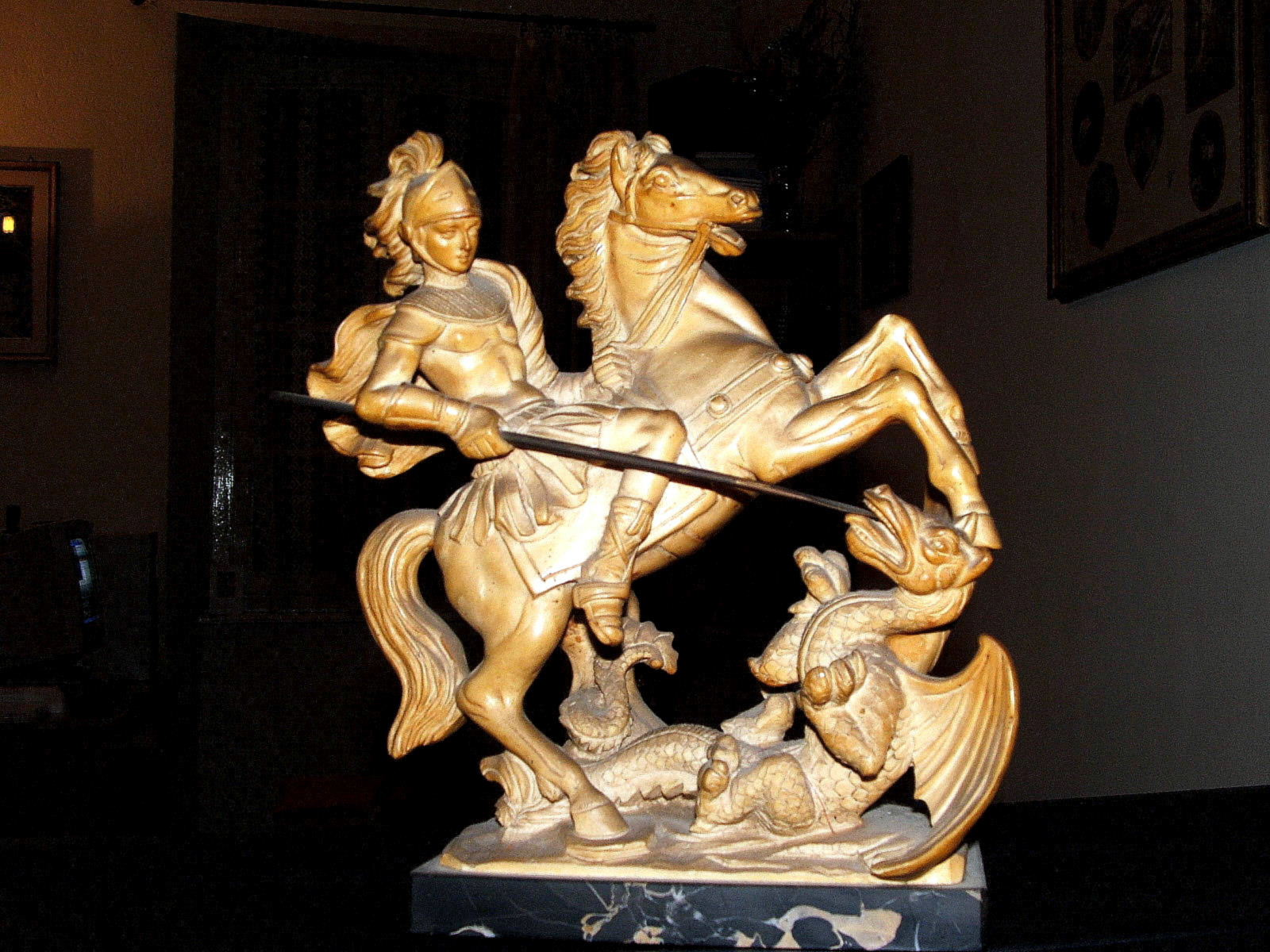
San Giorgio trafigge il drago

Mentre la corona ducale è di inserimento più recente (la città fu Dogato dal 1339 ma il primo scudo cimato dalla corona ducale apparve sullo stemma solo duecentotrent'anni circa dopo), i due grifoni alati fecero la loro comparsa — sotto forma di impronta — fin dal 1139, quando i Genovesi iniziarono a coniare proprie monete (v. monetazione genovese).
La prima riproduzione avvenne sui quartari, sottomultipli dei denari. Va ricordato che il grifone, potente animale chimerico simbolo della custodia di ricchezze, in araldica è considerato simbolo di ferocia, prontezza e vigilanza guerriera.
Quando poi, nel 1580, lo stemma iniziò ad essere riprodotto graficamente, i due grifoni posti di fronte l'uno all'altro vennero rappresentati a protezione — secondo lo storiografo e geografo genovese Francesco Maria Accinelli (1700–1777), che ne scrisse nel suo Prova e dichiarazione del blasone di Genova — delle case d'Austria e di Spagna.

#### Le code dei grifoni
Lo stemma di Genova subì un leggero cambiamento nel 1815, a seguito della forzata annessione della Repubblica di Genova al Regno di Sardegna, avvenuta durante il Congresso di Vienna: in tale occasione le code dei due grifoni furono abbassate e poste sotto le zampe, forse a simboleggiare metaforicamente la sottomissione dell'antica Repubblica alla potenza sabauda. D'altro lato, è stato notato che già in una bandiera del 1796 e in monete dello stesso anno i grifoni avessero la coda tra le gambe, fenomeno quindi antecendente alla sottomissione ai Savoia.
La base dello stemma nel 1897 è adornata sui due lati del rostro bronzeo di nave romana a forma di testa di cinghiale. In questo stemma le code dei grifoni, pur sempre abbassate, sono state rivolte con la punta all'esterno. 
Il 20 luglio 2000 la Giunta Comunale di Genova ha ripristinato l'antico stemma, riportando in alto le code dei due grifoni.

### La base dello stemma

Stemma della Provincia, ora Città metropolitana, di Genova

Infine, la base dello stemma, adornata su ambo i lati da un rostro bronzeo di nave romana che ricorda le fattezze di una testa di cinghiale. Un rostro analogo, unico al mondo, fu effettivamente recuperato a fine del XVI secolo nelle acque portuali.
A lungo conservato nell'arsenale di Porta Principe, fu poi trasferito, alla demolizione della struttura, nell'Armeria Reale di Torino.
La base dello stemma è completata al centro da una conchiglia con ai lati rami di palma, simbolo ancora di Vittoria, che simboleggia anche in questo caso l'impegno genovese nelle crociate in Terrasanta.

## Influenza in altri stemmi
Nelle località limitrofe a Genova e in altre parti della Liguria, è frequente riscontrare che gli stemmi comunali incorporino elementi distintivi appartenenti allo stemma della Repubblica di Genova, a testimonianza di un legame storico con l'antica repubblica marinara. Uno degli elementi più ricorrenti è il capo di Genova, un motivo araldico che caratterizza numerosi blasoni della regione, tra cui quelli di Cogoleto, Andora e Lerici. Questa pratica non si limita ai comuni, ma si estende anche ai quartieri della stessa città di Genova, dove elementi dello stemma genovese sono spesso incorporati nei simboli dei singoli quartieri. Un esempio significativo è lo stemma del quartiere di Pra', adottato nel 1996, che include nella parte superiore dello scudo lo stemma di Genova. Allo stesso modo, lo stemma di Sampierdarena presenta alla sua base lo stemma genovese, sovrastato da uno scudo minore che raffigura un sole che sorge dal mare. Questa tradizione araldica sottolinea la continuità della cultura e dell'influenza genovese in tutta la regione, riflettendo l'importante eredità storica e culturale della Repubblica di Genova nell'identità delle comunità locali.

### Città di Genova

Stemma di Pra' dal 1996
Stemma di Pegli
Stemma di Sampierdarena
Stemma di Voltri

### Città Metropolitana di Genova

Stemma di Arenzano
Stemma di Avegno
Stemma di Cogoleto
Stemma di Masone
Stemma di Santo Stefano d'Aveto

### Provincia di Savona

Stemma di Andora
Stemma di Borgio Verezzi
Stemma di Carcare
Stemma di Castelbianco
Stemma di Onzo
Stemma di Pietra Ligure
Stemma di Varazze

### Provincia di Imperia

Stemma di Castel Vittorio
Stemma di Castellaro
Stemma di Dolcedo
Stemma di Imperia
Stemma di Terzorio

### Provincia della Spezia

Stemma di Bolano
Stemma di Brugnato
Stemma di Carro
Stemma di Lerici
Stemma di Levanto
Stemma della di Porto Venere

### Stemmi della casata Cybo

Stemma della casata
Stemma di Papa Innocenzo VIII